# Попытка угона Ту-134 в ноябре 1983 года
Попытка угона Ту-134 в ноябре 1983 года — террористический акт, осуществлённый с 18 по 19 ноября 1983 года, в ходе которого был захвачен авиалайнер Ту-134А авиакомпании «Аэрофлот» (рейс SU-6833 Тбилиси—Батуми—Киев—Ленинград) с целью бегства из СССР.
В результате оказанного экипажем самолёта сопротивления лайнер был посажен в аэропорту Тбилиси. На следующий день группа «А» КГБ СССР штурмом захватила самолет. Из находившихся на борту 57 человек (50 пассажиров и 7 членов экипажа) погибли 5, ещё 10 получили ранения.

## Хронология событий

### Подготовка к теракту
Как установило следствие, идейным вдохновителем угона самолёта был грузинский священнослужитель Теймураз Чихладзе. Именно он подсказал посещавшим его церковь прихожанам из числа группы грузинской «золотой молодёжи» идею побега на Запад с оружием в руках.
По первоначальному плану, пистолеты и гранаты в самолёт должен был пронести Чихладзе под своей рясой, но у него неожиданно появилась возможность выехать за рубеж по церковной линии и он стал тянуть с принятием окончательного решения о захвате самолета. Поэтому в день угона террористы не взяли священника с собой.
В состав группы террористов вошли 7 человек:
- Лидер — 25-летний Иосиф Константинович Церетели. Художник киностудии «Грузия-фильм», окончил Тбилисскую академию художеств. Отец — Константин Церетели, член-корреспондент АН Грузинской ССР (через 4 года станет академиком), профессор Тбилисского государственного университета.
- 26-летний Каха Важаевич Ивериели. Ординатор кафедры госпитальной хирургии Тбилисского медицинского института, окончил Московский университет дружбы народов имени Патриса Лумумбы. Отец — Важа Ивериели, заведующий кафедрой института усовершенствования врачей, профессор.
- 30-летний Паата Важаевич Ивериели. Врач, окончил московский Университет дружбы народов имени Патриса Лумумбы. Брат Кахи Ивериели.
- 21-летний Гега (Герман) Михайлович Кобахидзе. Актёр киностудии «Грузия-фильм». Отец — кинорежиссёр Михаил Кобахидзе, мать — актриса Натела Мачавариани. В его доме участники заговора тренировались в стрельбе из пистолета.
- 25-летний Давид Ражденович Микаберидзе. Студент четвёртого курса Тбилисской академии художеств. Отец — Ражден Микаберидзе, управляющий строительным трестом «Интуриста».
- 19-летняя Тинатин Владимировна Петвиашвили. Студентка 3-го курса архитектурного факультета Академии художеств. Отец — Владимир Петвиашвили, научный сотрудник, жил в Москве, был в разводе с матерью Тинатин.
- 32-летний Григорий Теймуразович Табидзе. Безработный, наркоман, был трижды судим за грабёж, угон машины и злостное хулиганство. Отец — Теймураз Табидзе, директор проектного бюро Госкомпрофтехобразования. Мать — Мери Табидзе, педагог.

Большинство угонщиков являлись детьми высокопоставленных родителей и были ими хорошо обеспечены. Некоторые из них ранее выезжали за границу по туристическим путёвкам и могли бы эмигрировать таким способом, но преступниками двигала жажда славы и желание быть встреченными за границей в качестве идейных борцов с советским режимом. Впоследствии на суде один из угонщиков заявил:
Вот когда отец и сын Бразинскасы улетели с шумом, со стрельбой, стюардессу Надю Курченко убили, так их там в почётные академики приняли, невольниками совести нарекли, из Турции в США переправили. Чем мы хуже?
Пользуясь связями на киностудии «Грузия-фильм», преступники просмотрели на закрытом показе снятый незадолго до описываемых событий по заказу Министерства гражданской авиации СССР учебный фильм «Набат». Впоследствии многие действия угонщиков были заимствованы из данного фильма.
17 ноября 1983 года Герман Кобахидзе и Тинатин Петвиашвили сыграли свадьбу. В числе прочих гостей на неё также была приглашена их случайная знакомая Анна Варсимашвили, работавшая в день угона сменной дежурной международного сектора аэропорта Тбилиси. Добившись её расположения, террористы получили возможность без досмотра пронести на борт самолёта оружие. Арсенал угонщиков состоял из двух пистолетов «ТТ», двух револьверов системы Нагана и двух ручных гранат (в ходе следствия выяснилось, что гранаты были учебными с вставленными в них боевыми запалами, о чём угонщики не знали).

### Вылет из Тбилиси
18 ноября 1983 года Кобахидзе, Петвиашвили, Микаберидзе и Церетели прибыли в аэропорт Тбилиси под видом новобрачных и их гостей, направляющихся в свадебное путешествие в Батуми. Кроме семёрки угонщиков, с ними также отправились их знакомые Анна Мелива и Евгения Шалуташвили, которые не были посвящены в истинные цели поездки. Как и было рассчитано, Варсимашвили пропустила приятелей на посадку без спецконтроля и досмотра. Табидзе и братья Ивериели прошли через общий зал с остальными пассажирами.
В тот день дневным рейсом в Батуми должен был лететь авиалайнер Як-40, который и рассчитывали захватить террористы. Однако из-за уменьшения пассажиропотока пассажиров данного рейса вместо Як-40 посадили на рейс SU-6833 авиакомпании «Аэрофлот», следовавший по маршруту Тбилиси—Ленинград с промежуточными посадками в Батуми и Киеве, который выполнял Ту-134А борт СССР-65807.
В 15:43 UTC самолёт вылетел из аэропорта Тбилиси.
Самолёт, экипаж
Ту-134А (регистрационный номер СССР-65807, заводской 3352108, серийный 21-08) был выпущен Харьковским государственным авиационным производственным предприятием (ХГАПП) 17 декабря 1973 года. 8 февраля 1974 года был передан авиакомпании «Аэрофлот» (Грузинское УГА, Тбилисский ОАО). Оснащён двумя турбореактивными двигателями Д-30 Пермского моторного завода. На день теракта совершил 10 506 циклов «взлёт-посадка» и налетал 13 273 часа.
Состав экипажа рейса SU-6833 был таким:
- Командир воздушного судна (КВС) — 40-летний Ахматгер Бухулович Гардапхадзе.
- Второй пилот — Станислав Габараев.
- Штурман — 29-летний Владимир Бадоевич Гасоян.
- Бортмеханик — Анзор Иосифович Чедия.
- Проверяющий — Завен Телеманович Шарбатян. Заместитель начальника лётно-штурманского отдела Грузинского УГА.

В салоне самолёта работали две стюардессы:
- Валентина Николаевна Крутикова,
- Ирина Николаевна Химич.

### Захват самолёта
После 16:00 рейс 6833 должен был произвести снижение для посадки в Батуми. Этот момент был выбран террористами как точка максимального приближения к советско-турецкой границе. Однако из-за сильного бокового ветра авиадиспетчер дал экипажу команду возвращаться в Тбилиси, чего угонщики не знали.
В 16:13 UTC угонщики начали захват самолёта. Церетели, Табидзе и Каха Ивериели взяли в заложники стюардессу Крутикову и направились в сторону кабины пилотов. Остальные террористы начали стрельбу в тех, кто (по их мнению) походил на представителей службы авиационной безопасности; был убит пассажир А. Соломония и тяжело ранены ещё 2 пассажира — А. Плотко (штурман Грузинского УГА, летевший в отпуск пассажиром) и А. Гвалия (они, как выяснилось впоследствии, не имели никакого отношения к правоохранительным органам).
Заставив стюардессу Крутикову попросить пилотов открыть дверь, угонщики ворвались в кабину и, угрожая пистолетами, потребовали изменить курс и лететь в Турцию. В ответ на возражения экипажа Табидзе открыл огонь, убив бортмеханика и тяжело ранив проверяющего. Штурман, воспользовавшись тем, что угонщики не заметили его на закрытом шторкой месте, открыл огонь из пистолета (был убит Табидзе и тяжело ранен Церетели); оставшиеся преступники отошли от кабины и в этот момент КВС также открыл огонь из пистолета (были ранены братья Ивериели). Пилотировавший самолёт второй пилот (он и КВС были также ранены в ходе перестрелки) начал резкие манёвры в воздухе по курсу и по высоте, чтобы сбить преступников с ног. В результате нагрузка на фюзеляж и несущие конструкции самолёта в три раза превысила допустимую, а перегрузки достигали соответственно +3,15 и −0,6 g, но самолёт выдержал.
Воспользовавшись заминкой угонщиков, штурман смог затащить раненого проверяющего в кабину, а стюардесса Крутикова, оттащив тело убитого террориста, помогла запереть дверь в кабину пилотов. Командир передал на землю сигнал тревоги и начал возврат в Тбилиси. Произведя ещё несколько выстрелов в дверь пилотской кабины, террористы убили пассажира Абояна, ранили ещё 5 пассажиров (своих знакомых Меливу и Шалуташвили, а также И. Киладзе, И. Инаишвили и И. Кундеренко) и издевались над стюардессами.
По внутренней связи угонщики ещё раз передали требования следовать за границу. Однако, воспользовавшись плохой погодой и наступившими сумерками, в 17:20 UTC экипаж сумел посадить захваченный лайнер в аэропорту Тбилиси, при этом стюардесса Химич на пробеге самолёта после посадки открыла один из аварийных выходов и выпрыгнула на ВПП; помогавшая ей стюардесса Крутикова не успела выпрыгнуть и была убита Микаберидзе. Последний, увидев, что самолёт приземлился в СССР, а не за границей, покончил с собой.

### На земле
Ещё при подлёте самолёта к Тбилиси в 19 часов 18 ноября 1983 года в аэропорт Тбилиси была направлена оперативная группа УУР МВД ГССР в составе 9 человек (К. Машнин, Н. Дабахишвили, В. Гегечкори, М. Джапаридзе, Э. Элизбарашвили, Н. Лавренташвили, В. Сайганов, Т. Окросцваридзе и Т. Карсидзе), место посадки на западном краю аэропорта Тбилиси оцепили военные. Во время попытки к бегству стюардесс Ирины Химич и Валентины Крутиковой и самоубийства Микаберидзе сидевший рядом с люком пассажир — молодой военнослужащий выбежал на ВПП и побежал от самолёта. Приняв его за террориста, оцепление открыло огонь, думая, что убегает террорист, при этом множество пуль попало по фюзеляжу самолёта. Экипаж по радиостанции пытался остановить огонь, но выстрелами была повреждена радиостанция и ранен КВС-стажёр. Оставшиеся в живых члены экипажа по указанию с земли покинули кабину пилотов через окна с помощью аварийно-спасательных канатов, раненный проверяющий Завен Шарбатян не смог протиснуться через окно, остался в самолёте и через несколько часов скончался.
Вести переговоры с террористами взялся заместитель начальника Грузинского Управления гражданской авиации Кадзаная. Угонщики повторили требования — дозаправка и беспрепятственный вылет в Турцию, иначе они взорвут самолёт. В ходе переговоров заложнику, который должен был передать требования террористов, удалось бежать, при этом он сломал ногу.
В аэропорт Тбилиси срочно прибыли первый секретарь ЦК Компартии Грузии Эдуард Шеварднадзе, председатель комитета госбезопасности Алексей Инаури, министр внутренних дел Гурам Гветадзе и генеральный прокурор республики, посреднические переговоры о предоставлении воды, питания, лекарств и предложения по освобождению заложников по заданию руководства МВД ГССР вёл оперуполномоченный Н. Лавренташвили. Также в аэропорт привезли родителей угонщиков, чтобы убедить их сдаться без дальнейшего кровопролития. Террористы не захотели их выслушать, передав по радио, что если те приблизятся, то самолёт будет взорван, и пригрозили убивать каждый час простоя по три заложника. Оперативная группа УУР МВД ГССР, которая расположилась в 20 метрах от хвоста захваченного самолёта в микроавтобусе «РАФ», получила приказ от заместителя министра внутренних дел Грузии генерал-майора В. Шадури о подготовке к захвату самолёта и освобождению пассажиров, примерно через полчаса приказ был отменён, так как в Тбилиси приземлился специальный рейс с сотрудниками группы «А» КГБ СССР во главе с командиром группы генерал-майором Геннадием Зайцевым. Непосредственное руководство штурмом самолёта было возложено на майора Михаила Головатова, бойцам предоставили для тренировок Ту-134, аналогичный захваченному.
Под предлогом технического обслуживания c самолёта было слито топливо, произведены приготовления к штурму и отключено освещение вокруг самолета, штурмовые группы заняли исходные позиции у кабины пилотов и на плоскостях крыльев. Штурмовыми группами командовали Головатов и Зайцев.
В 06:55 UTC 19 ноября спецназовцы, проникнув тремя группами в самолет через кабину пилотов и с плоскостей крыльев, начали штурм. Угонщики так и не сумели воспользоваться имевшимися у них гранатами, оказавшимися не боевыми, в ходе штурма никто из заложников не пострадал. Операция длилась 8 (по другим сведениям — 4) минут. По воспоминаниям Геннадия Зайцева, сам штурм, от команды на захват до нейтрализации всех преступников, длился около 15 секунд.

## Последствия
- В результате неудавшегося угона погибли 7 человек — 3 члена экипажа (бортмеханик Чедия, проверяющий Шарбатян и стюардесса Крутикова), 2 пассажира и 2 террориста (Табидзе и Микаберидзе). Ранения получили 12 человек — 3 члена экипажа (КВС Гардапхадзе, второй пилот Габараев и стюардесса Химич), 7 пассажиров и 2 террориста (братья Ивериели).
- Получившие более тяжёлые ранения стюардесса Ирина Химич и штурман-пассажир А. Плотко остались инвалидами.
- Авиалайнер Ту-134А борт СССР-65807 получил критические повреждения и 23 января 1984 года был списан и впоследствии разделан на металлолом.
- Командиру экипажа Ахматгеру Гардапхадзе и штурману Владимиру Гасояну было присвоено звание Героя Советского Союза, остальные члены экипажа получили государственные награды.

## Суд
Следствие длилось 9 месяцев. За это время лидер группы Иосиф Церетели умер в следственном изоляторе при невыясненных обстоятельствах.
В августе 1984 года Верховный суд Грузинской ССР приговорил Теймураза Чихладзе, Каху и Паату Ивериели и Германа Кобахидзе к смертной казни. Тинатин Петвиашвили получила 14 лет лишения свободы. Анну Варсимашвили признали виновной в пособничестве террористам и приговорили к 3 годам условно. Президиум Верховного совета Грузинской ССР отклонил просьбу приговорённых к исключительной мере наказания о помиловании, приговор был приведён в исполнение 3 октября 1984 года.
Эдуарда Шеварднадзе обвиняли[кто?] в срыве переговоров и том, что он потребовал смертной казни для террористов, чтобы укрепить свои позиции среди советского руководства и реабилитироваться за случившееся.

## В независимой Грузии
После объявления Грузией независимости предпринимались попытки оправдать действия угонщиков борьбой с советским режимом. Материалы уголовного дела в начале 1990-х годов сгорели вместе со многими другими документами во время пожара в архиве местного управления госбезопасности.
В Тбилисском авиагородке был осквернён памятный камень с фамилиями погибших пилотов Шарбатяна и Чедия и стюардессы Крутиковой.
Тинатин Петвиашвили была амнистирована в 1991 году указом президента  Звиада Гамсахурдия и вышла на свободу досрочно.

## Культурные аспекты
- Гега Кобахидзе незадолго до угона участвовал в качестве актёра в съёмках фильма «Покаяние». Сцены с его участием были пересняты с актёром Мерабом Нинидзе.
- В 2001 году в Тбилисском театре имени К. Марджанишвили хотели поставить спектакль по мотивам угона. Однако постановка так и не состоялась, что некоторые источники связывают с нежеланием тогдашнего президента Шеварднадзе возвращаться к данной теме. Спектакль, получивший название «Поколение джинсов, или запоздалый Реквием» был в итоге поставлен в частном тбилисском Театре Свободы и получил заметную популярность в Грузии[7].
- В 2003 году грузинский режиссёр Заза Русадзе снял документальный фильм «Бандиты» (груз. თვითმფრინავის ბიჭების საქმე), основанный на событиях этого захвата[8]. Для съёмок использовали списанный самолёт Ту-134АК борт LZ-ACS грузинской авиакомпании Transair Georgia[англ.][9].
- Писатель Дато Турашвили опубликовал книгу «Поколение джинсов. Сбежать из СССР»[10].
- В 2017 году на экраны вышел художественный фильм Резо Гигинеишвили «Заложники», посвящённый этим событиям. Для съёмок использовали находящийся на хранении самолёт Ту-134АК борт RA-65978.